# Порша (город)
Порша (бенг. পোরশা, англ. Porsha) — город на северо-западе Бангладеш, административный центр одноимённого подокруга. Площадь города равна 3,97 км². По данным переписи 2001 года, в городе проживало 7743 человека, из которых мужчины составляли 51,66 %, женщины — соответственно 48,34 %. Плотность населения равнялась 1950 чел. на 1 км². Уровень грамотности населения составлял 24,4 % (при среднем по Бангладеш показателе 43,1 %).